# Tomasz Stolarczyk
Tomasz Stolarczyk (ur. 8 stycznia 1986 w Bielsku-Białej) – muzyk solista, puzonista, kompozytor, aranżer.

## Życiorys
Urodził się 8 stycznia 1986 roku w Bielsku-Białej. Edukację muzyczną rozpoczął w 1992 roku w Państwowej Ogólnokształcącej Szkole Muzycznej I i II st. w Bielsku-Białej, początkowo w klasie fortepianu Barbary Stolarz, a następnie w klasie puzonu Zdzisława Stolarczyka.
W 2006 roku studiował na HMTMH w Hanowerze w ramach Socrates-Erasmus w klasie puzonu Jonasa Bylunda W 2010 roku ukończył z wyróżnieniem Akademię Muzyczną w Krakowie na Wydziale Instrumentalnym. W latach 2010–2011 był studentem Universität für Musik und darstellende Kunst Wien w klasie Dietmara Küblböcka. W 2016 roku uzyskał stopień doktora nauk muzycznych.
Jako solista występował m.in. z: Narodową Orkiestrą Symfoniczną Polskiego Radia, Filharmonią Krakowską, Filharmonią Zabrzańską oraz Polską Orkiestrą Sinfonia Iuventus. Z recitali solowych najważniejsze to: w ramach Międzynarodowego Festiwalu „IVP-Symposium” w Rostocku (2015), VII Spotkań Muzycznych Młodzieży Polskiej i Ukraińskiej we Lwowie (2012), Festiwalu Puzonowego w Warszawie (2006), Międzynarodowych Kursów Mistrzowskich w Szczecinku i Opolu (2013), Pałacu w Wilanowie (2011) i Zamku Królewskim w Warszawie (2000).
Uczestniczył również w licznych koncertach m.in. na III Międzynarodowym Festiwalu Muzyki Kameralnej „Muzyka na Szczytach” (2011) oraz VII Międzynarodowym Salonie Edukacyjnym  Perspektywy (2007).
W latach 2007–2011 pracował na stanowisku I puzonisty w Polskiej Orkiestrze Sinfonia Iuventus. Od 2013 roku pracuje w Filharmonii Krakowskiej.

## Dyskografia
| Album | Zawartość | Wykonawcy |
| --- | --- | --- |
| Tomasi Bozza Casterede Martin | - Henri Tomasi – Koncert na puzon - Eugenie Bozza – Ballada - Jacques Casterede – Sonatina - Frank Martin – Ballada | Tomasz Stolarczyk- puzon, Wioletta Fluda – fortepian |
| Vox Trombonis | - Kazimierz Serocki – Sonatina - Tomasz Stolarczyk – Koncert na puzon i orkiestrę smyczkową Fantasy of Flame - Tomasz Stolarczyk – Etiuda na puzon solo Perpetuum Mobile - Maciej Jabłoński – Trainspotting | Tomasz Stolarczyk- puzon, Wioletta Fluda – fortepian, Jakub Urbańczyk – tuba(*Maciej Jabłoński – Trainspotting)                                                           |
| Nagranie Live, Polska Orkiestra Sinfonia Iuventus | - M. Glinka – Uwertura do opery Rusłan i Ludiła - L.E. Larsson – Koncertu na puzon i orkiestrę op. 45 nr 7 Tomasz Stolarczyk – puzon - A. Vivaldi – Koncert C-dur RV 537 Jan Harasimowicz, Lubomir Jarosz – trąbki - P. Czajkowski – V Symfonia e-moll | Tomasz Stolarczyk – puzon, Jan Harasimowicz – trąbka, Lubomir Jarosz – trąbka, Evgeny Volynskiy – dyrygent                                                                |
| Nagranie Live, Koncert XV Cieplickie Koncerty Organowe 2017 | - Ch.M. Widor (1844-1937) – Toccata z Symfonii f-moll nr 5 op. 42 nr 1 - H. Purcell (1659-1695) – Aria - G.F. Handel (1685-1759) – Largo HWV40 - J.S. Bach – (1685-1750) – Fantazja i fuga c-moll BWV 537 - A. Dvorak (1841-1904) – Romance - J. Sandstrom (*1954) – Sang till Lotta - A.Guilmant (1837-1911) – Marche Lift up your heads by Handel’s theme op.15 - L. Boellmann (1862-1897) – Toccata z Suity Gotyckiej op.23 - J.S. Bach (1685-1750) – Komm, Gott Schopfer, Heiliger Geist BWV667                                                        | Tomasz Stolarczyk – puzon, Krzysztof Karcz – organy |
| Nagranie live, Koncert kolęd i pastorałek w bazylice jasnogórskiej cd + dvd Golec uOrkiestra – nagranie zrealizowane w bazylice Jasnogórskiej w Częstochowie w dniu 13 grudnia 2013 r. Płyta wydana przez: Golec Fabryka | - Apel Jasnogórski - Bracia Patrzcie Jeno - Gdy śliczna panna - W żłobie leży - Wśród nocnej ciszy - Oj Maluśki - O Gwiazdo Betlejemska - Anioł pasterzom mówił - Cicha noc - A wcora z wiecora - Gore gwiozda - Gdy się Chrystus rodzi - Pstuszkowie bracia mili - Łokarynki fujarecki - Nie było miejsca dla Ciebie - Mędrcy świata monarchowie - Tryumfy Króla Niebieskiego - Mizerna cicha - Lulajże Jezuniu - Przybieżeli do Betlejem - Dzisiaj w Betlejem - Przysiadło słonko - Pójdźmy wszyscy do stajenki - Bóg się rodzi - Za kolende dziynkujymy | Golec uOrkiestra, Chór Gospel Rain, Agata Szymczewska – skrzypce, Tomasz Stolarczyk – puzon, Zdzisław Stolarczyk – puzon, Jakub Puch – trąbka, Daniel Orlikowski – trąbka |
| Low Brass Rotterdam Philharmonic Wydawca: ADAMS Brass Instruments. Płyta nagrana w Sali Rehobothkerk in Rotterdam, The Netherlands w dniach 30 czerwca 1 lipca 2014 r.                                                   | Steven Verhelst: - Slide O Mix, Bastasia - Symphonic Adventure - Monumental Etude - Concerto Brabajo - Fiesta Brava Tomasz Stolarczyk - Low Brass Special | Ben van Dijk – puzon basowy, Alexander Verbeek – puzon, Remko de Jager – puzon, Pierre Volders – puzon, euphonium, Hendrik Jan Renes – tuba                               |

## Dorobek kompozytorski
Fantasy of Flame – koncert na puzon i orkiestrę smyczkową
Libertatem – na oktet puzonowy
Excalibur – na chór puzonowy
Somniabunt – koncert na puzon tenorowy, basowy i oktet
Perpetuum Mobile – na puzon solo
Tubology – na tubę solo
Low Brass Special – na kwintet blaszany
Fanfara Żywieckie Suwakowanie – na chór puzonowy
Impresje – na Brass Band
Basso Maximus – na cimbasso, puzon kontrabasowy i fortepian
Bassimozje – na puzon basowy solo
Ścieżki Umysłu – koncert na oktet puzonowy i orkiestrę dętą
New Road – na sekstet puzonowy
Metamorfoza – na puzon solo i orkiestrę dętą
Sonata w Dawnym Stylu – na tubę solo i fortepian
Humiliabitur – na brass band
Make it Low – na puzon tenorowy, basowy i tubę solo oraz low brass
Fanfara w dawnym stylu – na oktet puzonowy
Brass Special – na kwintet blaszany

## Nagrody
- 2012: VI Międzynarodowy Konkurs Gry Na Instrumentach Dętych Blaszanych, Gdańsk – Grand Prix
- 2011: 66 Prague Spring International Music Competition, Praga, Czechy – Półfinalista
- 2010: The 45th International Instrumental Competition Markneukirchen 2010, Niemcy – Półfinalista
- 2009: VII Festiwal Instrumentów Dętych Blaszanych, Mielec – Dyplom uznania za aranżację
- 2008: II Międzynarodowy Konkurs Muzyczny im. Michała Spisaka w Dąbrowie Górniczej – I Nagroda
- 2008: II Międzynarodowy Konkurs Muzyczny im. Michała Spisaka w Dąbrowie Górniczej – Nagroda Związku Artystów Wykonawców STOART za najlepsze wykonanie utworu kompozytora polskiego w kat. Puzon
- 2007: VI Międzynarodowy Konkurs Instrumentów Dętych, Brno – I Miejsce
- 2006: XXIV Ogólnopolski Festiwal „Tydzień Talentów” Tarnów-Kąśla Dolna – Laureat
- 2006: IV Ogólnopolski Festiwal Puzonowy Warszawa – I Nagroda (kat. Otwarta), II Miejsce (kat. studia orkiestrowe sekcja), II Miejsce (kat. studia orkiestrowe solo)
- 2006: I Ogólnopolski Konkurs Instrumentów Dętych Blaszanych, Katowice – II Nagroda
- 2005: IV Międzynarodowy Konkurs Gry na Instrumentach Dętych Blaszanych, Gdańsk – Wyróżnienie
- 2004: V Międzynarodowy Konkurs Instrumenty Dęte, Jastrzębie Zdrój – I Nagroda
- 2004: Ogólnopolskie Przesłuchania Uczniów klas Instrumentów Dętych Blaszanych Szkół Muzycznych II stopnia, Katowice – I Miejsce
- 2003: III Ogólnopolski Festiwal Puzonowy, Warszawa – II Nagroda
- 2003: III Ogólnopolski Festiwal Puzonowy, Warszawa – Nagroda programu 2 Polskiego Radia SA dla zwycięzcy Konkursu w Kategorii młodzieżowej
- 2003: II Ogólnopolski Festiwal Instrumentów Dętych Blaszanych, Mielec – Grand Prix Festiwalu
- 2002: IV Międzynarodowy Konkurs Instrumenty Dęte, Jastrzębie Zdrój – III Miejsce
- 2001: XXX Ogólnopolski Konkurs Młodego Muzyka, Szczecinek – I Miejsce
- 2001: Szkolny Konkurs Interpretacji Muzyki XX wieku – I Miejsce
- 2000: XXIX Ogólnopolski Konkurs Młodego Muzyka, Szczecinek – I Miejsce
- 2000: VIII Śląski Konkurs Instrumentów Dętych Blaszanych, Dąbrowa Górnicza – II Miejsce
- 1999: VIII Konfrontacje Instrumentów Dętych, Oława – I Miejsce
- 1998: XXVII Ogólnopolski Konkurs Młodego Muzyka, Szczecinek – I Miejsce
- 1998: VI Śląski konkurs Instrumentów Dętych, Dąbrowa Górnicza – I Miejsce